# Тіндф'ятлайокутль
Тіндф'ятлайокутль (ісл. Tindfjallajökull) є стратовулканом на півдні Ісландії. Вивержена лава вулкана складається з каменю базальтового та ліпаритового складу, а його кальдера шириною 5 км утворилася під час виверження 54 000 років тому, внаслідок якого було вивержено особливий за складом торсмйоркський (ісл. Thórsmörk) інгімбрит.
Зверху вулкана лежить льодовик площею 19 км².. Найвищою вершиною вулкана є Імір (1462 м.н.м),, названий на честь гіганта Іміра (ісл. Ýmir) скандинавської міфології. Останнє виверження вулкана було в невизначений час у Голоцені.
Ім'я буквально означає «льодовик Тіндфйолл». Тіндфйолл (ісл. Tindfjöll, «вершинні гори») є гірським хребтом, що протягнувся на південь від льодовика.
З льодовика витікають такі гірські річки: Hvítmaga на північний схід, Gilsá на південь, Þórólfsá на південний захід, Valá на північний захід та Blesá на північ. Hvítmaga, Gilsá та Þórólfsá впадають до Маркарфльот (ісл. Markarfljót), а Valá та Blesá — до Eystri Rangá.